# Kvinnokulturfestivalen
Kvinnokulturfestivalen var ett evenemang som genomfördes 21–23 oktober 1977 på dåvarande gamla Riksdagshuset i Stockholm.
Festivalen var organiserad av Föreningen Kvinnokultur som hade bildats 1975 på initiativ av Suzanne Osten och Louise Waldén och definierade sig som en "ideell och partipolitiskt obunden kulturförening, antiimperialistisk, antipatriarkal och antikommersiell". Festivalens syfte var bland annat att verka för att förbättra de kvinnliga kulturarbetarnas situation. Det bjöds på sång och instrumentalmusik, teater, satir och poesi. Under de tre dagar festivalen pågick medverkade 350 artister och funktionärer och den totala publiken uppgick till omkring 5 000.
Bland medverkande kulturutövare märktes Andra bullar, Ulla Bendrik-Johansson, Mia Benson, Channa Bankier, Anna-Lisa Bäckman, Lena Cronqvist, Monica Dominique, Elise Einarsdotter, Lena Ekman, Lena Granhagen, Jan Hammarlund, Margaretha Krook, Sara Lidman, Monika Lilja Lundin, Turid Lundqvist, Cyndee Peters, Röda bönor, Marie Selander, Margareta Söderberg, Monica Törnell och Ljudlekslänken. 
Efter festivalen utgavs en samlings-LP (Silence SRS 4647) med några av de artister som medverkat. Festivalen ledde också till flera lokala kvinnokulturfestivaler anordnades på olika platser i Sverige.
Festivalen ledde till flera lokala kvinnokulturfestivaler anordnades på olika platser i Sverige. Den mest omtalade är Vi Arbetar för Livet på Liljevalchs, med vernissage 26 september - 9 november 1980.